# Psalm 47
Psalm 47 – jeden z utworów zgromadzonych w biblijnej Księdze Psalmów. W Septuagincie psalm ten nosi numer 46.

## Ogólne informacje
Psalm 47 jest zaliczany do dzieł Synów Koracha. Psalm wysławia panowanie Boga nad całą ziemią.

## Treść
Psalm wzywa wszystkie narody aby oddawały chwałę Bogu Izraela. Poznając niniejsze dzieło można odnieść wrażenie, że zachęca on do chwalenia Boga każdego czytelnika. Werset 4 przerywa nominalny ton psalmu nadając mu nieco kolorytu nacjonalistycznego. Osoba mówiąca w tekście przesuwa uwagę z powszechnego panowania Boga nad światem i skupia się na korzyściach jakie przynosi Izraelowi. Ostatnie wersety ukazują Boga zasiadającego na swym świętym tronie, panującego nad narodami i wszystkimi władcami królestw ziemskich.

## W tradycji chrześcijańskiej
Lektura chrześcijańska oparta na ewangelicznej tradycji wskazuje na potrójne wstępowanie Jezusa na: górę przemienienia (Mt 16,19), tron krzyża (J 12,32), do nieba (Mk 16,19). Dlatego w Kościele katolickim śpiewa ten psalm podczas liturgii Wniebowstąpienia. Jezus zasiada na swym świętym tronie, po prawicy Ojca, jako Chrystus, Król całej ziemi, równy Ojcu. Należy jednak dodać, iż żaden z wyżej wymienionych fragmentów biblijnych zdaje się nie łączyć opisywanych przez siebie wydarzeń z tym Psalmem.

## Ciekawostki
- Bóg wstępuje – wydaje się, iż mowa tutaj o ceremonii wprowadzenia Arki Przymierza[2].
- królować - zwrot kojarzący się z dominacją nad kimś lub nad czymś[3]. W tekście Psalmu Bóg króluje nad narodami.
- Sela – słowo występujące siedemdziesiąt jeden razy w Księdze Psalmów. W psalmie 47 powtarza się tylko raz. Do dziś jego znaczenie nie jest nam znane[4].